# Bobby Flay
Robert William Flay (Nueva York, 10 de diciembre de 1964) es un chef, dueño de restaurantes y celebridad estadounidense que ha aparecido en muchos reality shows, sobre todo de la cadena Food Network, de la que es una de sus estrellas. También ha aparecido en la serie de televisión Great Chefs.
Es propietario y chef ejecutivo de varios restaurantes en Estados Unidos: Mesa Grill en Las Vegas, Bar Americain en Nueva York y en el casino Mohegan Sun en Connecticut, Bobby Flay Steak en Atlantic City, Gato en Nueva York y de la cadena de restaurantes Bobby's Burger Palace, extendida por la costa este del país.

## Primeros años y formación
Desde temprana edad Flay mostró talento para la cocina, llegando a pedir un horno Easy-Bake  como regalo de Navidad a los 8 años, esto con la desaprobación de su padre, quien consideraba que lo que el pequeño Bobby necesitaba era un G.I. Joe. Flay al final obtuvo ambos regalos.
Flay se interesó poco en la escuela y estuvo en varias escuelas parroquiales hasta que abandonó sus estudios a los 17 años. Poco después trabajó en Baskin Robbins y en una pizzería. En 1982 su padre, gerente del famoso restaurante Joe Allen's en el Distrito de Teatros de Nueva York, le mandó a trabajar como ayudante de camarero en reemplazo de un empleado enfermo. Su cargo se volvió permanente, y luego pasó a ser asistente de cocina. Su jefe, impresionado por sus habilidades, pagó sus estudios en el Instituto Culinario Francés en Manhattan, al que Flay asistió después de obtener su diploma de equivalencia de secundaria. Flay fue parte de la primera generación de graduados de la institución en 1984.
Luego de un breve tiempo como asistente de corredor de bolsa en Wall Street, Flay trabajó en una serie de restaurantes de Nueva York, entre los más notables aquellos del dueño de restaurantes Jonathan Waxman. Fue este quien introdujo a Flay en la cocina del suroeste de Estados Unidos —región que Flay nunca había visitado—, la cual se volvió más tarde la insignia de Flay. De 1988 a 1990 Flay trabajó como chef ejecutivo en el Miracle Grill, donde ganaron fama sus coloridos sabores sudoccidentales.

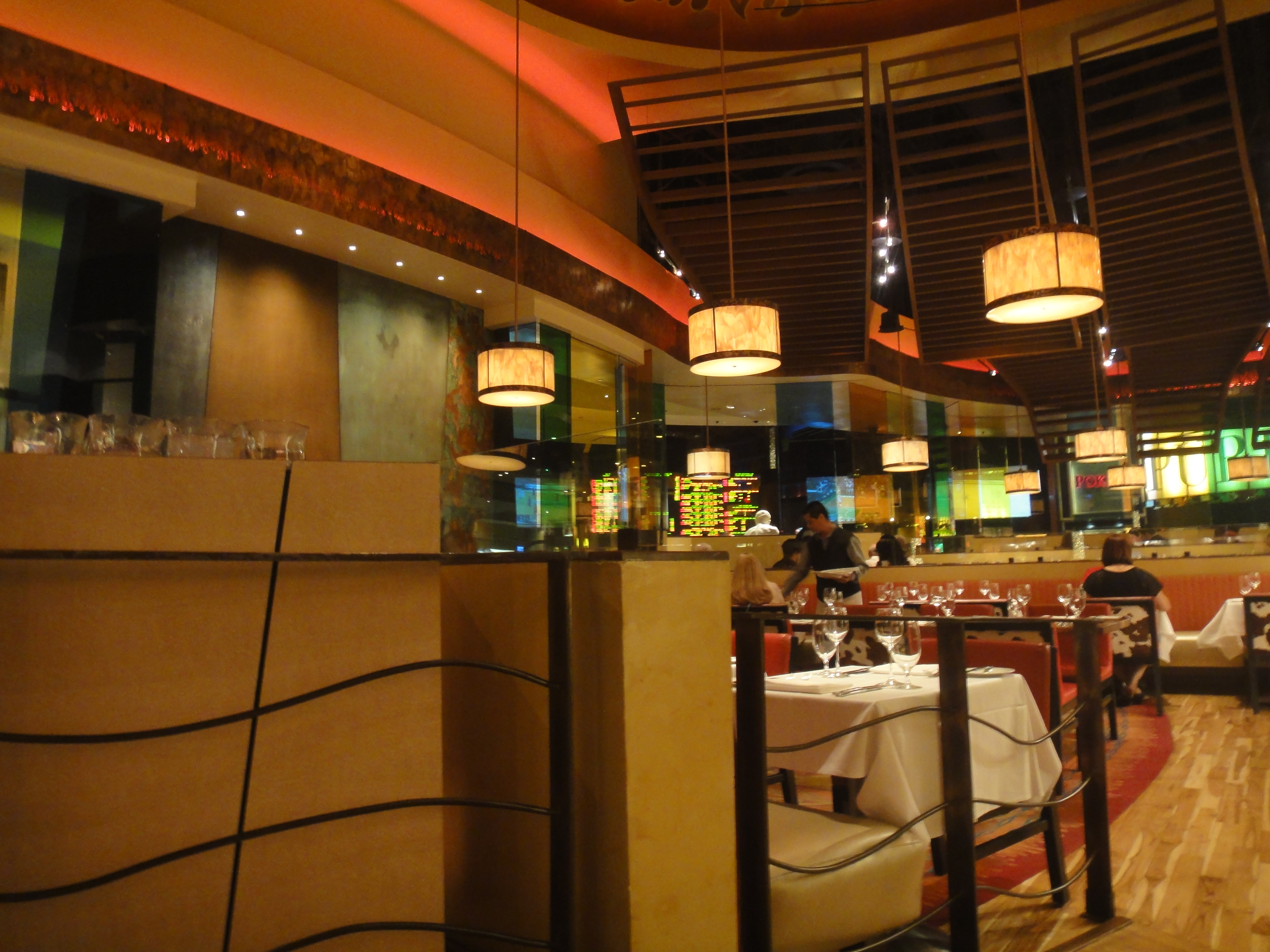
Mesa Grill en Las Vegas.

## Dueño de restaurantes
Su fama en el Miracle Grill, hizo que el dueño de restaurantes Jerome Kretchmer le ofreciera abrir su primer restaurante. El 15 de enero de 1991,  abrieron Mesa Grill, el cual ganó reconocimiento inmediato. El restaurante fue galardonado con el codiciado título de Mejor Restaurante en 1992 por el venerado crítico gastronómico de la revista New York, Gael Greene. En noviembre de 1993 se asoció con Laurence Kretchmer para abrir Bolo Bar and Restaurant, a unas cuantas calles de Mesa Grill, en el distrito Flatiron de Nueva York, que también resultó ser muy popular entre críticos y comensales. Este nuevo restaurante fue galardonado con dos estrellas por The New York Times en 1994. En 2004 abrió un segundo Mesa Grill en el Caesar's Palace de Las Vegas, al cual le siguieron el bistró Bar Americain en 2005, Bobby Flay Steak en Atlantic City en 2006, Mesa Grill Bahamas en 2007 y un segundo Bar Americain en el casino Mohegan Sun de Connecticut en 2009.
En 2008 abrió el primer local de hamburguesas, Bobby's Burger Palace, que se ha convertido en una cadena de restaurantes extendida por la costa este y que cuenta actualmente con 11 ubicaciones en 9 estados.

## Celebridad mediática
En 1994 Flay hizo su primera aparición en Food Network y pronto se convirtió en una presencia habitual con el respaldo de los famosos chefs Mario Batali, Emeril Lagasse y Rachael Ray. Llegó a convertirse en una de las estrellas de la cadena y así, en uno de los chefs más conocidos de Estados Unidos.

### Programas de televisión

#### Great Chefs
Como parte de la franquicia de Great Chefs, Flay ha aparecido en los programas:
- Great Chefs of the East (1994).
- Great Chefs – Great Cities (1994).[7]
- Mexican Madness DVD.
- Great Chefs Cook American.

#### Food Network
Flay ha presentado 16 programas para Food Network y Cooking Channel:
- Grillin' & Chillin'
- Hot Off the Grill
- Food Nation
- 3 Days to Open with Bobby Flay
- Bobby Flay's Barbecue Addiction[9] (veranos y otoños, 2011-2014): ganador del Premio Daytime Emmy al Programa Culinario Destacado en 2012.[10]
- Boy Meets Grill
- BBQ with Bobby Flay[11]
- Grill It! with Bobby Flay (2008-2010)[12]
- The Best Thing I Ever Ate[13]
- Bobby Flay Chef Mentor: ganador del premio de la Fundación James Beard por Mejor Programa de Televisión Culinario Nacional en 2005.[14]
- Brunch @ Bobby’s
- Throwdown! with Bobby Flay
- Worst Cooks in America (temporada 3-5)[15]
- Bobby's Dinner Battle
- The Bobby And Damaris Show

- Beat Bobby Flay (Derrota a Bobby Flay en español): dos talentosos chefs compiten entre ellos haciendo un platillo en el que debe destacar un ingrediente secreto escogido por Flay. El ganador reta a Flay en otra batalla culinaria donde ambos deben preparar el platillo estrella del retador. Al final, tres jueces harán una cata a ciegas para escoger al ganador.[15]

También ha sido juez en Wickedly Perfect, The Next Food Network Star y The Next Iron Chef. Y ha cocinado en Emeril Live y Paula's Party.
Especiales
- Bobby's Vegas Gamble (agosto de 2005): cubre la apertura de Mesa Grill Las Vegas.[16]
- Restaurant Revamp (octubre de 2005): Flay trata de ayudar al restaurante de una familia.[17]
- Tasting Ireland (marzo de 2007): Flay hace un recorrido culinario en Irlanda, hogar de sus raíces ancestrales.[18]
- Chefography: Bobby Flay (marzo de 2007): La biografía y carrera de Flay.[19]
- Food Network Awards (abril de 2007): Food Network reconoce a personas y lugares que han impactado en el mundo culinario.[20]
- All-Star Grill Fest: South Beach (mayo de 2007): Flay se junta con Paula Deen, Giada De Laurentiis, Alton Brown, y Tyler Florence para una barbacoa.[21]

#### Otros
- The Main Ingredient with Bobby Flay en Lifetime.
- The Early Show en CBS: como corresponsal culinario con apariciones dos veces al mes.
- America's Next Great Restaurant en NBC, como presentador.[22]

### En la radio
En 2009 Flay tuvo un programa semanal de radio de dos horas llamado Bobby Flay Radio, en el Sirius XM Satellite Radio, donde hablaba principalmente de comida, pero también de otros temas.

### Apariciones
Flay ha realizado apariciones en series, programas y películas:
- El episodio Design de Law & Order: Special Victims Unit.[24]
- Un episodio de Jeopardy! del 18 de marzo de 2018, en el que se incluyó una categoría relacionada con él, en la que Flay aparecía en cada pista.[25]
- La segunda temporada de Younger (2006).[26]
- La película  Scooby-Doo! y el Fantasma Gourmet (2018), como él mismo.[27]

## Reconocimientos
- Chef Estrella en Ascenso del Año, por la Fundación James Beard: otorgado a chefs menores de 30 años.
- Premio de Graduado Sobresaliente (1993), del Instituto Culinario Francés en Manhattan.
- Premio Daytime Emmy al Presentador Destacado en un Programa de Servicio (2005).
- Dos premios Daytime Emmy al Presentador Culinario Destacado (2014 y 2015) por Bobby Flay's Barbecue Addiction.
- Estrella en el Paseo de la fama de Hollywood en 2015.[10]

## Vida privada
Flay se crio en el barrio Upper East Side  de Manhattan, como hijo de los padres divorciados Bill y Dorothy Flay, de origen irlandés. 
Se casó con Debra Ponzek, otra chef de Nueva York, el 11 de mayo de 1991, de quien se divorció dos años después. El 1 de octubre de 1995 se casó con Kate Connelly, presentadora de un antiguo programa de Food Network, a quien conoció como invitada en su programa en enero de 1994. En abril de 1996 la pareja tuvo una hija, Sophie, antes de divorciarse en 1998. El 20 de febrero de 2005, Flay se casó con la actriz Stephanie March, luego de dos años de compromiso. Ambos se conocieron gracias a la actriz Mariska Hargitay, coprotagonista de March en la serie de televisión Law and Order: SVU. En 2015, se anunció que la pareja se había separado y que Flay había solicitado el divorcio en marzo, el cual concluyó en julio. El 11 de febrero de 2017, Flay y Heléne Yorke anunciaron por Instagram su primer aniversario como novios. En septiembre de 2019 se supo que la pareja ya no salía.

## Libros
- Bobby Flay's Bold American Food (1994).  Warner Books. ISBN 0446517240: ganador del Premio de la Asociación Internacional de Profesionales Culinarios, en 1995, por su diseño.
- Bobby Flay's From My Kitchen to Your Table (1998). coautor: Joan Schwartz. Clarkson Potter. ISBN 0517707292.
- Bobby Flay's Boy Meets Grill: With More Than 125 Bold New Recipes (1999). Hyperion. ISBN 9780786864904.
- Bobby Flay Cooks American (2001). Hyperion. ISBN 978-0-7868-6714-1.
- Bobby Flay's Boy Gets Grill (2004). Charles Scribner's Sons. ISBN 978-0-7432-5481-6.
- Bobby Flay's Grilling For Life (2005). Scribner. ISBN 978-0-7432-7272-8.
- Bobby Flay's Mesa Grill Cookbook (2007). Clarkson Potter. ISBN 978-0-3073-5141-8.
- Bobby Flay's Grill It! (2008). Clarkson Potter. ISBN 978-0-3073-5142-5.
- Bobby Flay's Burgers, Fries and Shakes (2009). Clarkson Potter. ISBN 978-0-3074-6063-9.
- Bobby Flay's Bar Americain Cookbook: Celebrate America's Great Flavors (2011). Clarkson Potter. ISBN 978-0-307-46138-4.
- Bobby Flay's Throwdown (2012). Clarkson Potter. ISBN 978-0-3077-1916-4.
- Bobby Flay's Barbecue Addiction (2013). Clarkson Potter. ISBN 978-0-3074-6139-1.
- Bobby Flay Fit: 200 Recipes for a Healthy Lifestyle: A Cookbook  (2017). Coautores: Stephanie Banyas, Sally Jackson. Clarkson Potter. ISBN 0385345933.
- Bobby at Home: Fearless Flavors from My Kitchen (2019). Clarkson Potter. ISBN 978-0-3853-4591-0.